# Creators in Pack
Creators in Pack Inc. (株式会社クリエイターズインパック Kabushikigaisha Kurieitāzu in Pakku?) es un estudio de animación japonés fundado en abril de 2013.

## Trabajos

### Serie de televisión de anime
- ¡Miritari! (2015)[1]
- Danchigai (2015)[2]
- Hacka Doll the Animation (2015)[3]
- Ojisan to Marshmallow (2016)[4]
- Ozmafia!! (2016)[5]
- Bloodivores (2016)[6]
- Kiitarō Shōnen no Yōkai Enikki (2016)[7]
- Miss Bernard said. (2016)[8]
- Netsuzō Trap -NTR- (2017)[9]
- Osake wa Fūfu ni Natte kara (2017)[10]
- Tachibanakan To Lie Angle (2018; con Studio Lings)[11]
- Rinshi!! Ekoda-chan (2019, episodios 2 y 5)

### OVA's
- It's MY LIFE (2019)[12]

### ONA's
- God Eater Reso Nantoka Gekijou (2018; coproducido con Passione)[13]
- Musunde Hiraite (2018)[14]

### Videos musicales
- Meychan: Nanba Anain (2020)[15]